# Metal Slug 6
Metal Slug 6 (メタルスラッグ6?, Metaru Suraggu 6) è un videogioco sparatutto a scorrimento per la scheda da sala giochi Atomiswave di Sammy. È uscito nel 2006 e rappresenta il sesto capitolo della serie Metal Slug. La versione per PlayStation 2 è uscita nel settembre dello stesso anno esclusivamente in Giappone. Nel Nord America e in Europa il titolo è stato pubblicato direttamente all'interno della compilation Metal Slug Anthology per PlayStation 2, PlayStation Portable e Wii e Metal Slug Collection PC per Microsoft Windows.

## Trama
Un mese dopo gli eventi di Metal Slug 3, la minacciosa presenza del Generale Morden incombe di nuovo sul mondo. Marco Rossi e Tarma Roving dell'unità Peregrine Falcon si riuniscono con Eri Kasamoto e Fio Germi degli S.P.A.R.R.O.W.S. mentre il quartetto riceve l'ordine di indagare sull'ultimo piano di Morden, a cui si uniscono due nuovi alleati, Ralf Jones e Clark Still degli Ikari Warriors. Insieme, si inoltrano tra le montagne dove l'Esercito Ribelle di Morden ha stabilito un avamposto. Dopo aver distrutto la loro ultima macchina da guerra in una lunga battaglia in collina, i sei soldati affrontano Morden e scoprono che ha ricostruito la sua alleanza con i marziani, compreso il loro capo Rootmars, riemerso dalle acque dell'oceano. Tuttavia, si scopre presto che i marziani stessi sono stati attaccati da una nuova pericolosa razza di alieni cannibali chiamati Invaders (Venusiani dai fan) e si sono rivolti a Morden per chiedere aiuto.
Mentre gli Invaders invadono le città della Terra, i soldati li respingono e li inseguono nel deserto, dove la Regina Invader ha stabilito un nido. Con l'aiuto dei Ribelli, gli eroi salvano i marziani catturati e riescono a distruggere una volta per tutte la regina.

## Modalità di gioco
Vi appaiono tutti i personaggi "storici" della serie di Metal Slug - Marco, Tarma, Fio ed Eri - assieme a Ralf Jones e Clark Steel del gioco Ikari Warriors. I livelli sono cinque, ognuno dei quali prevede alla fine un boss da affrontare: i boss dei primi due livelli sono apparecchiature militari della Ribellione; quello del terzo è un robot degli Invaders; quello del quarto è una creatura Invader biomeccanica; l'ultimo boss è la gigantesca Regina Invader, che una volta sconfitta morirà sfracellata.
Sono state introdotte alcune modifiche nel gameplay rispetto ai precedenti capitoli: innanzitutto, è possibile scegliere se giocare in modalità "Easy" o "Hard". La differenza, oltre che nel grado di difficoltà, sta nel fatto che in modalità Easy si parte con una mitragliatrice (Heavy Machine Gun) a proiettili infiniti piuttosto che con la normale pistola; inoltre, se si continua dopo morti, si riceveranno delle bombe invece che una mitragliatrice. Inoltre il gioco in modalità Easy prevede solo quattro livelli, non permettendo di intraprendere la Final Mission.
I punteggi sono molto più alti: eliminato il macchinoso sistema di moltiplicazione dei punti di Metal Slug 4, stavolta il punteggio viene calcolato in base alla velocità di eliminazione dei nemici: più alta la velocità, maggiore il punteggio, come mostra un indicatore su schermo.
Inoltre è stata introdotta una nuova arma, la spada Zanzetsu (Z). I suoi proiettili, sprigionati dalla spada, lasciano scie taglienti che danneggiano tutto quello che toccano. È un'arma molto utile a corto raggio.

### Controlli
La scivolata di Metal Slug 5 è stata eliminata, e viene introdotto il "Weapon Stock System", ovvero la capacità di possedere due armi (oltre alla pistola base) contemporaneamente. Premendo insieme i pulsanti C e D ogni personaggio è in grado di rilasciare l'arma che sta usando in quel momento, per eliminarla o donarla all'altro giocatore nel caso si stia giocando in due, e premendo il pulsante E (introdotto appositamente in questo gioco) si potrà alternare fra le due armi eventualmente possedute e lo sparo di default. Se si raccoglie il simbolo di una terza arma essa andrà a rimpiazzare quella ottenuta da più tempo o andrà a occupare uno dei due slot disponibili.

### Proprietà dei personaggi giocabili
Per la prima volta nella serie la scelta dei personaggi giocabili non è più un fattore meramente estetico, dato che ognuno di essi ha una sua peculiarità che lo distingue dagli altri.
- Marco Rossi – Ha un'arma di base (pistola in Hard, mitragliatrice in Easy) che è forte il doppio rispetto a quelle degli altri soldati.
- Tarma Roving – gli Slug (veicoli) guidati da lui sono più resistenti; inoltre aumenta la potenza del cannone base di uno Slug del 50% ed hanno il "Vulcan Fix".
- Eri Kasamoto – Ottiene il doppio delle bombe all'inizio di una nuova vita o dopo avere raccolto il bonus corrispondente; è inoltre in grado di mirare il lancio di queste in una direzione precisa tramite joystick.
- Fio Germi – Parte con una mitragliatrice anziché con la pistola normale, e con la grande mitragliatrice a livello "Easy". Ogni volta che raccoglie il bonus di un'arma, la quota di proiettili è più alta del 50%.
- Ralf Jones – Dimezza la quota di proiettili delle armi e delle bombe, in compenso il suo attacco ravvicinato è due volte più veloce, ed ha anche lo speciale attacco ravvicinato "Vulcan Punch" che gli permette di danneggiare anche i veicoli nemici, non più solo la fanteria. Ralf inoltre può venire colpito due volte dalla maggior parte dei proiettili prima di perdere una vita.
- Clark Steel – Il suo attacco speciale "Super Argentine Backbreaker" (ripreso direttamente dai suoi trascorsi nella saga di The King of Fighters) lo rende temporaneamente invulnerabile e gli permette di accumulare moltissimi punti con il nuovo sistema di punteggio.